# We Right Here
We Right Here é o primeiro single do rapper DMX de seu álbum, The Great Depression.

## Informação da canção

### Produção
A canção mostra o uso da habilidade do Pro Tools de criar mascaramento e duplicação de voz, com o fato de DMX fazer seus vocais no microfone, e então faz eles sobre sua faixa de áudio anterior, para criar um som nebuloso e melódico.

### Videoclipe
O clipe foi filmado na sua cidade natal de Baltimore, Maryland (ao invés de seus clipes anteriores que foram filmados em Nova Iorque), e contém aparições do The LOX.

## Na cultura popular
A canção apareceu no video game "Test Drive: Overdrive".

## Posições nas paradas
| Parada (2001)                        | Melhor Posição |
| ------------------------------------ | -------------- |
| U.S. Billboard Hot R&B/Hip-Hop Songs | 43             |
| U.S. Billboard Hot Rap Singles       | 8              |
| German Singles Chart                 | 62             |